# آدنوزین
آدنوزین نوکلئوزید پورینی است که از اتصال آدنین به قند ریبوز ساخته می‌شود. آدنوزین با پیوندهای فسفاته مانند ATP و ADP نقش بسیار مهمی در چرخهٔ انرژی سلولی دارد، همچنین ترکیباتی مانند cAMP نقش بسیار مهمی در انتقال پیام و تنظیم عملکردهای سلولی دارند.

## آدنوزین در چرخهٔ انرژی سلولی
آدنوزین تری فسفات یا (ATP)، نوکلئوتیدی است که در سلول‌ها به‌عنوان حامل انرژی به کار می‌رود. آدنوزین فسفات که ترکیب شیمیایی خاصی است، در تمام جانداران برای تبدیل انرژی به کار می‌رود. آدنوزین تری فسفات با انتقال انرژیش به مولکول‌های دیگر، گروه انتهایی فسفات خود را از دست داده و به آدنوزین دی فسفات (ADP) تبدیل می‌شود یا اینکه با از دست دادن دو گروه فسفات (PP۱)، به آدنوزین مونو فسفات (AMP) تغییر می‌یابد، که این فراورده‌ها نیز مجدداً می‌توانند با کسب فسفات به ATP تبدیل شوند.

## سایر کارکردهای آدنوزین در سلول‌ها
تبدیل ATP به ADP و cAMP نقش مهمی در واکنش‌های سلولی به میانجی‌های شیمیایی (هورمون‌ها، ایکوزانوئیدها، انتقال‌دهنده‌های عصبی و داروها) دارد، برای مثال داروی دی پیریدامول افزایش سطح داخل سلولی cAMP به‌دنبال مهار آنزیم‌هایی مانند فسفودی استراز موجب بلوک پاسخ تجمع پلاکتی به ADP شده و نهایتاً اختلال در انعقاد خون ایجاد می‌شود.